# Marskstien
De Marskstien is een gemarkeerd langeafstandswandelpad in Denemarken. De route is 54 kilometer lang en doorkruist het kweldergebied Tøndermarsken en de plaatsen Rudbøl, Højer, Tønder en Møgeltønder. Het blauw bewegwijzerde pad werd gecreëerd in 2019.